# Chester (Maine)
Chester és una població dels Estats Units a l'estat de Maine (EUA). Segons el cens del 2000 tenia 525 habitants.

## Demografia
Segons el cens del 2000, Chester tenia 525 habitants, 201 habitatges, i 142 famílies. La densitat de població era de 4,6 habitants per km².
Dels 201 habitatges en un 35,8% hi vivien nens de menys de 18 anys, en un 61,2% hi vivien parelles casades, en un 7% dones solteres, i en un 28,9% no eren unitats familiars. En el 22,4% dels habitatges hi vivien persones soles el 10,4% de les quals corresponia a persones de 65 anys o més que vivien soles. El nombre mitjà de persones vivint en cada habitatge era de 2,61 i el nombre mitjà de persones que vivien en cada família era de 3,09.
Per edats la població es repartia de la següent manera: un 24,8% tenia menys de 18 anys, un 8,8% entre 18 i 24, un 31,2% entre 25 i 44, un 26,1% de 45 a 60 i un 9,1% 65 anys o més.
L'edat mediana era de 38 anys. Per cada 100 dones de 18 o més anys hi havia 97,5 homes.
La renda mediana per habitatge era de 36.250 $ i la renda mediana per família de 40.938 $. Els homes tenien una renda mediana de 42.222 $ mentre que les dones 17.679 $. La renda per capita de la població era de 14.600 $. Entorn del 12,4% de les famílies i el 16,7% de la població estaven per davall del llindar de pobresa.